# Dream (nave da crociera)
La Dream è una nave da crociera appartenente alla compagnia di navigazione cinese Tianjin Orient Intl Cruise.

## Servizio
Varata il 23 gennaio 1998 nel cantiere navale di Monfalcone da Fincantieri con il nome di Sea Princess e consegnata il 27 novembre successivo alla Princess Cruises, viene battezzata il 17 dicembre a Fort Lauderdale, luogo da dove due giorni dopo per la sua crociera inaugurale.
Nel 2002 viene trasferita insieme alla gemella Ocean Princess alla P&O Cruises, anch'essa facente parte del gruppo Carnival Corporation & plc, e, ribattezzata Adonia il 21 maggio 2003 in una cerimonia presieduta dalla Principessa Anna e da sua figlia Zara Phillips, prende servizio nello stesso anno in sostituzione dell'Arcadia.

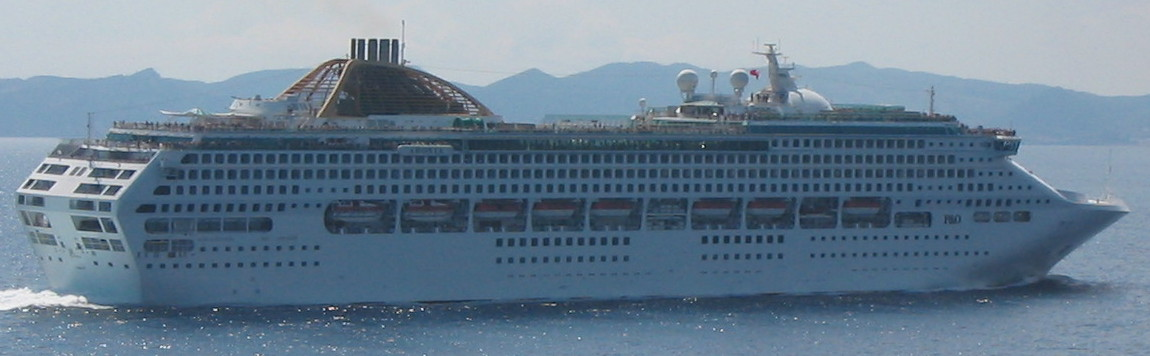
Adonia in servizio per P&O Cruises nel 2004.

Nell'aprile del 2005, con l'entrata in servizio della nuova Arcadia, torna in flotta Princess Cruises, riacquisendo il nome originale di Sea Princess, durante una cerimonia di ribattesimo presieduta dall'attrice Joanna Lumley.

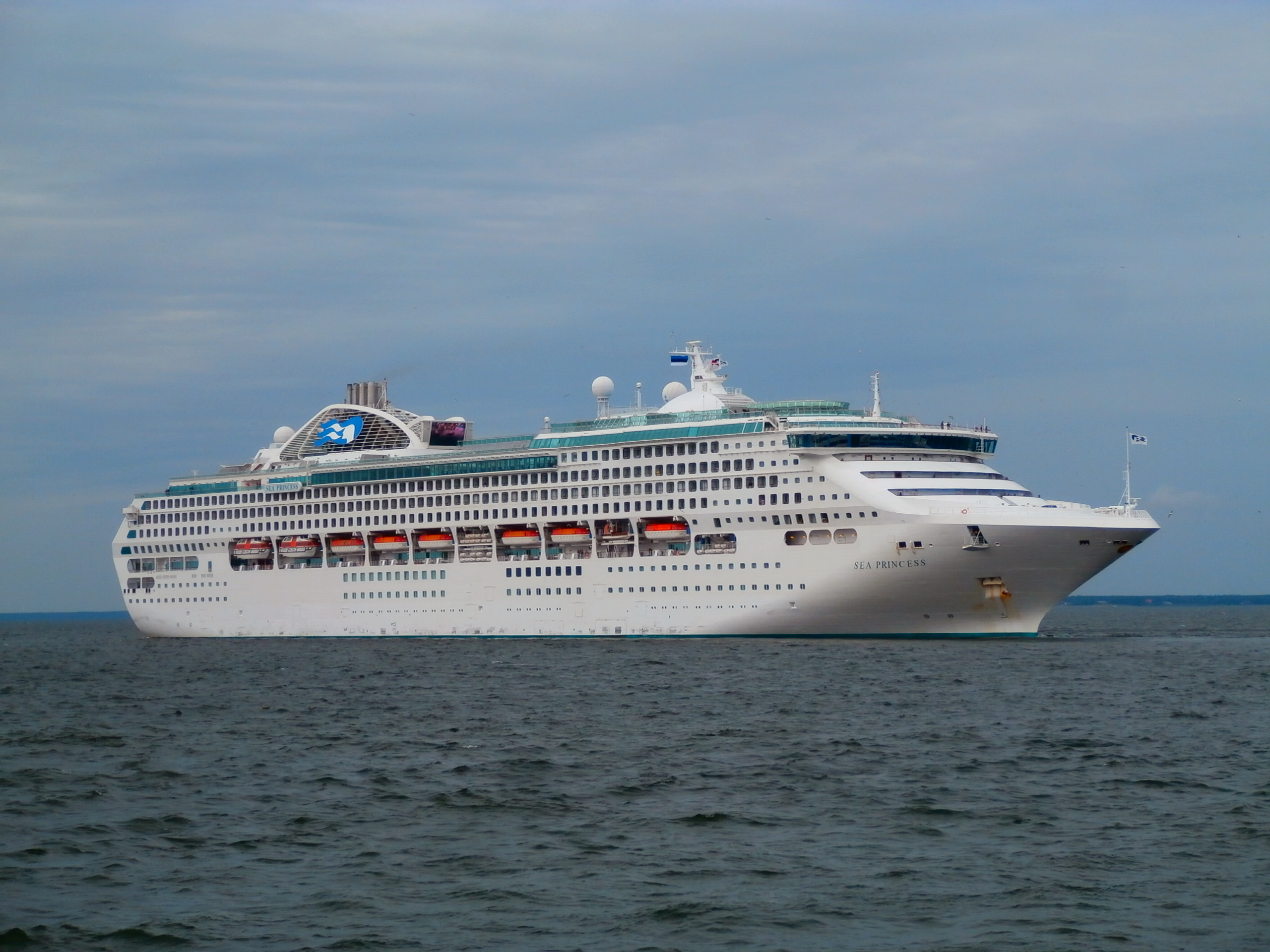
Sea Princess in servizio per Princess Cruises a Tallinn nel 2016 con la vecchia livrea.

Nel settembre del 2020 ne viene annunciata la cessione alla Sanya International Cruise Development, alla quale viene ufficialmente consegnata il 13 novembre successivo. Ribattezzata Charming, a causa della pandemia di COVID-19 la nave non prenderà tuttavia mai servizio, venendo rivenduta tre anni dopo alla cinese Tianjin Orient Intl Cruise, per la quale prende invece servizio pochi mesi dopo sotto le insegne della Cheng Zhen Cruises con il nuovo nome di Dream.

## Navi gemelle
- Pacific World (ex Sun Princess)
- Pacific Explorer
- Queen of the Oceans